# Sinometrius
Sinometrius is een geslacht van kevers uit de familie van de loopkevers (Carabidae). De wetenschappelijke naam van het geslacht is voor het eerst geldig gepubliceerd in 2006 door Wrase & J.Schmidt.

## Soorten
Het geslacht Sinometrius is monotypisch en omvat slechts de volgende soort:
- Sinometrius turnai Wrase & J.Schmidt, 2006